# Mario Cassano
Mario Cassano (Vizzolo Predabissi, 8 ottobre 1983) è un ex calciatore italiano, di ruolo portiere.

## Carriera

### Club
È cresciuto nelle formazioni giovanili del Monza. Dal 1999 al 2001 gioca due campionati di Serie D con il Voghera, disputando 35 partite.
Nel 2001, a diciotto anni, si trasferisce alla Fiorentina in Serie A e da portiere della Primavera riesce a giocare 2 partite nel massimo campionato italiano a causa delle assenze di Taglialatela e Manninger. Il suo esordio in Serie A avviene il 28 aprile 2002 in Fiorentina-Parma.
Nell'estate 2002 Cassano si trasferisce all'Empoli dove però in tre stagioni colleziona solo 12 presenze. Nella stagione 2005-2006 si è trasferito al Piacenza in Serie B. Ha fatto il suo debutto con la maglia biancorossa il 28 agosto nella partita contro il Catania terminata 1-1. Nel primo campionato è stato il portiere titolare riportando ottimi risultati giocando 26 partite. Nel 2006-2007 non ha disputato neanche una gara per via dell'infortunio alla caviglia che lo ha tenuto fuori dal campo per diversi mesi ed al suo ritorno si è trovato chiuso nel ruolo di titolare da Ferdinando Coppola.
Nella stagione 2007-2008 è ritornato ad essere titolare fra i pali, disputando 38 gare. È titolare anche nella stagione successiva, annata in cui c'è da segnalare il Derby del Ducato del 29 marzo, Parma-Piacenza 1-1, dove si rese protagonista di diversi interventi che salvarono il risultato. Durante la stagione in cui è stato anche il Miglior portiere della Serie B secondo la Gazzetta si è parlato molto dell'interesse di varie squadre di A e B ed a fine stagione lascia il Piacenza dopo 4 anni e 103 presenze.
Il 27 luglio 2009 viene acquistato dalla Reggina in prestito con diritto di riscatto della metà a favore della società calabrese, che in cambio cede al Piacenza Christian Puggioni. Fa il suo debutto con la maglia amaranto il 21 agosto nella vittoria per 1-0 contro il Cesena.
Nel dicembre 2009 Cassano ha una lite con i tifosi della Reggina spinti dalla rabbia delle prestazioni negative e per questo motivo viene mandato fuori rosa e messo sul mercato dalla società calabrese. Il 13 gennaio 2010 si trasferisce in prestito con diritto di riscatto alla Sampdoria che cede in cambio alla Reggina Vincenzo Fiorillo. Alla Sampdoria non gioca neanche una partita e a fine stagione non viene riscattato, tornando così a Piacenza, dove ritorna titolare.
Nonostante le intercettazioni correlate allo scandalo Calcioscommesse Cassano è regolarmente in campo nel play-out contro l'AlbinoLeffe che sancisce la retrocessione in Prima Divisione del Piacenza, in questa stagione Cassano totalizza 40 presenze in campionato e una nel play-out con un totale di 63 gol subiti.
Rimane a Piacenza anche la stagione successiva in Prima Divisione, giocando da titolare tutto il girone d'andata (più una presenza in Coppa Italia Lega Pro). Al termine della stagione rimane svincolato, a causa del fallimento del club emiliano.
In carriera ha totalizzato complessivamente 10 presenze in serie A e 124 in serie B.

### Nazionale
Cassano ha ricevuto 12 convocazioni in azzurro (7 in Under-20, giocando 6 partite e 5 in Under-21, senza però mai scendere in campo).

## Calcioscommesse

### Procedimento ordinario penale presso Cremona
Nello scandalo del calcio scommesse del giugno 2011, viene citato in un'intercettazione telefonica tra Massimo Erodiani e l'ex giocatore del Bari Antonio Bellavista (entrambi indagati): i due discutono sul fatto che Cassano voglia diecimila euro in più per partecipare a una combine. Il 9 giugno Cassano scrive un comunicato in cui si dichiara totalmente estraneo ai fatti oggetto della telefonata.
Nel mese di dicembre 2011 il suo nome compare di nuovo nello scandalo del calcioscommesse, durante gli interrogatori dell'ex compagno Carlo Gervasoni che lo cita per combine relative alle partite Mantova-Piacenza (stagione 2008-2009), AlbinoLeffe-Piacenza e Atalanta-Piacenza (stagione 2010-2011).
In seguito alle accuse, viene arrestato il 4 febbraio 2012. Il 16 febbraio gli vengono concessi gli arresti domiciliari poiché, essendo stato sospeso dal Piacenza, non esiste rischio di reiterazione del reato.
Il 9 febbraio 2015 la procura di Cremona termina le indagini e formula per lui e altri indagati le accuse di associazione a delinquere e frode sportiva.

### Procedimento sportivo sul secondo filone del Calcioscommesse: 5 anni di squalifica
L'8 maggio viene deferito dalla Procura federale della Figc (secondo filone dell'inchiesta di Cremona). Gli arresti domiciliari sono poi sostituiti con l'obbligo di firma.
Il 1º giugno il procuratore federale Stefano Palazzi richiede per lui 5 anni di squalifica più preclusione.
Sia il 18 giugno in primo grado che il 6 luglio in secondo grado gli viene confermata la squalifica senza essersi poi appellato al TNAS.

### Procedimento sportivo sul terzo filone del Calcioscommesse: 9 mesi di squalifica
Il 26 luglio per il terzo filone dell'inchiesta di Cremona viene deferito dalla procura federale per:
- illecito sportivo (Siena-Piacenza);
- illecito sportivo, divieto scommesse e violazione art.1 di lealtà sportiva (Albinoleffe-Siena).[18]

Il 1º agosto Palazzi richiede per lui una squalifica pari a 9 mesi in continuazione da sommare ai 5 anni con radiazione del precedente processo.
Sia il 10 agosto in primo grado che il 22 agosto in secondo grado gli viene confermata la squalifica.
Dopo aver fatto ricorso al TNAS il 20 settembre, il 30 aprile 2013 gli viene ancora confermata la squalifica in modo definitivo.

### Procedimento sportivo sul quarto filone del Calcioscommesse: 6 mesi di squalifica
Il 10 luglio seguente viene deferito dal procuratore federale Stefano Palazzi per illecito sportivo in riguardo al quarto filone dell'inchiesta di Cremona in relazione alla gara Lazio-Genoa del 14 maggio 2011.
Il 24 luglio Palazzi chiede per Cassano una squalifica di 1 anno in continuazione.
Il 2 agosto 2013, Mario Cassano viene condannato in primo grado a 4 mesi di squalifica in continuazione, poi aumentati in appello a 6 mesi per illecito in prosecuzione su richiesta del procuratore Palazzi per un totale di 6 anni ed 3 mesi di squalifica.

## Statistiche

### Presenze e reti nei club
| Stagione        | Squadra         | Campionato      | Campionato | Campionato | Coppe nazionali | Coppe nazionali | Coppe nazionali | Coppe continentali | Coppe continentali | Coppe continentali | Totale | Totale |
| Stagione        | Squadra         | Comp            | Pres       | Reti       | Comp            | Pres            | Reti            | Comp               | Pres               | Reti               | Pres   | Reti   |
| --------------- | --------------- | --------------- | ---------- | ---------- | --------------- | --------------- | --------------- | ------------------ | ------------------ | ------------------ | ------ | ------ |
| 1999-2000       | Voghera         | D               | 6          | -5         | -               | -               | -               | -                  | -                  | -                  | 6      | -5     |
| 2000-2001       | Voghera         | D               | 29         | -34        | -               | -               | -               | -                  | -                  | -                  | 29     | -34    |
| Totale Voghera  | Totale Voghera  | Totale Voghera  | 35         | -39        |                 | -               | -               |                    | -                  | -                  | 35     | -39    |
| 2001-2002       | Fiorentina      | A               | 2          | -4         | CI              | 1               | -2              | CU                 | 0                  | 0                  | 3      | -6     |
| 2002-2003       | Empoli          | A               | 3          | -4         | CI              | 2               | -2              | -                  | -                  | -                  | 5      | -6     |
| 2003-2004       | Empoli          | A               | 5          | -10        | CI              | 0               | 0               | -                  | -                  | -                  | 5      | -10    |
| 2004-2005       | Empoli          | B               | 4          | -6         | CI              | 2               | -6              | -                  | -                  | -                  | 6      | -12    |
| Totale Empoli   | Totale Empoli   | Totale Empoli   | 12         | -20        |                 | 4               | -8              |                    | -                  | -                  | 16     | -28    |
| 2005-2006       | Piacenza        | B               | 26         | -35        | CI              | 2               | -2              | -                  | -                  | -                  | 28     | -37    |
| 2006-2007       | Piacenza        | B               | 0          | 0          | CI              | 1               | -3              | -                  | -                  | -                  | 1      | -3     |
| 2007-2008       | Piacenza        | B               | 37         | -50        | CI              | 2               | -1              | -                  | -                  | -                  | 39     | -51    |
| 2008-2009       | Piacenza        | B               | 40         | -45        | CI              | 1               | -1              | -                  | -                  | -                  | 41     | -46    |
| 2009-gen. 2010  | Reggina         | B               | 17         | -25        | CI              | 2               | 0               | -                  | -                  | -                  | 19     | -25    |
| gen.-giu. 2010  | Sampdoria       | A               | 0          | 0          | CI              | 0               | 0               | -                  | -                  | -                  | 0      | 0      |
| 2010-2011       | Piacenza        | B               | 40+1       | -59 + -2   | CI              | 0               | 0               | -                  | -                  | -                  | 41     | -61    |
| 2011-2012       | Piacenza        | 1D              | 17         | -31        | CI+CI LP        | 0+1             | 0               | -                  | -                  | -                  | 18     | -31    |
| Totale Piacenza | Totale Piacenza | Totale Piacenza | 160+1      | -245 + -2  |                 | 7               | -7              |                    | -                  | -                  | 168    | -229   |
| Totale          | Totale          | Totale          | 226+1      | -333 + -2  |                 | 14              | -17             |                    | 0                  | 0                  | 241    | -352   |

## Palmarès

### Club

#### Competizioni nazionali
- Campionato italiano di Serie B: 1

Empoli: 2004-2005